# Barnæser
Barnæser (Vespertilionidae) er en familie i ordenen flagermus med omkring 320 arter, udbredt over hele verden (bortset fra polaregnene). I Europa findes omkring 25 arter. Samtlige i Danmark fundne flagermus tilhører denne familie.

## Kendetegn
Barnæser adskiller sig fra andre flagermus ved manglen på hudvedhæng på næsen. Den eneste undtagelse er den australske underfamilie Nyctophilinae som har rudimentære næseblade. Øjnene er små, ørerne er derimod store, hos slægten Plecotus kan de være 40 millimeter lange. Alle arter har en hudflig, kaldet tragus eller ørelåg, i det ydre øre for at lukke øreåbningen. Tragus er ofte til god hjælp ved artsbestemmelsen. Pelsens farve er sædvanligvis brun, grå eller sort, men der findes også arter med gul, rødlig eller broget pels. Arterne når en kropslængde mellem 32 og 105 millimeter og dertil kommer en 25 til 75 millimeter lang hale. Vægten ligger mellem 4 og 50 gram. Halen er helt omgivet af flyvehuden. Barnæser har et vingefang på 200 til 400 mm.
Tandformlen er i hver halvdel af overkæbe/underkæbe: Fortænder 1-2/2-3, hjørnetand 1/1, forkindtænder 1-3/2-3, kindtænder 3/3. Altså 28 til 38 tænder.

## Levevis
Disse flagermus forekommer i flere forskellige habitater, de ses blandt andet i tørre ørkner eller i våde regnskove. Deres sovepladser har de sædvanligvis i grotter, men de hviler også i bygninger, huller i træer eller i tæt vegetation. Små individer kan til og med gemme sig i større blomster. Hos nogle arter lever hvert individ alene og hos andre arter forekommer grupper med flere hundredtusinder af flagermus. En del arter som forekommer i kolde områder trækker før vinteren til varmere regioner eller går i dvale, ofte har de særskilte hvilepladser om vinteren. Ligesom andre flagermus er barnæser oftest aktive om natten.
Barnæsernes føde er insekter, i visse tilfælde spindlere og i to tilfælde (Ia io og kæmpeflagermusen Nyctalus lasiopterus) også småfugle. De fleste arter fanger deres bytte i flugten med flyvehuden som omslutter halen. Andre arter samler insekter krybende over jord eller planter. En del arter æder også fisk som de fanger med deres bagben, når de flyver lavt over søer og andet åbent vand. Visse arter lever af skorpioner og små øgler. I flugten og for at opdage byttet anvender de ekkolokalisering.

## Formering
Hos de fleste arter har hunnerne to patter, kun hos slægten Lasiurus findes fire patter. Hunner af mange arter opfostrer deres unger sammen. Hanner tager sædvanligvis ikke del i ungernes opfostring. I kolde regioner sker parringen oftest om efteråret eller vinteren. Hannens sæd forbliver i hunnens kønsorganer og ægget befrugtes først om foråret. I varme områder kan barnæser parre sig hele året. Den egentlige drægtighed varer oftest 40 til 70 dage og der fødes normalt en enkelt unge. Sjældent fødes tvillinger eller op til fire unger per kuld. Livslængden er sammenlignet med arternes størrelse påfaldende lang, visse individer bliver 20 år gamle eller ældre.

## Trusler
Barnæser trues især af tab af levesteder. Det gælder særskilt for arter som lever endemisk på mindre øer. I Europa ødelægges deres levesteder ofte ved sanering af gamle bygninger, og de forgiftes desuden indirekte af insekticider. World Conservation Union (IUCN) lister to arter som udryddede og flere andre som stærkt truede. For mange arter mangler man information om populationens størrelse.

## Systematik

### Ydre systematik
Barnæsernes nærmeste slægtninge findes i familien buldogflagermus (Molossidae). De ældst kendte fossiler af barnæser dateres til mellemste eocæn.

### Danske arter
I Danmark er registreret 17 arter:
- Plecotus auritus (Langøret flagermus)
- Barbastella barbastellus (Bredøret flagermus)
- Nyctalus noctula (Brunflagermus)
- Nyctalus leisleri (Leislers flagermus)
- Eptesicus serotinus (Sydflagermus)
- Eptesicus nilssoni (Nordflagermus)
- Myotis nattereri (Frynseflagermus)
- Myotis brandti (Brandts flagermus)
- Myotis mystacinus (Skægflagermus)
- Myotis dasycneme (Damflagermus)
- Myotis daubentoni (Vandflagermus)
- Myotis bechsteini (Bechsteins flagermus)
- Myotis myotis (Stor museøre)
- Vespertilio murinus (Skimmelflagermus)
- Pipistrellus nathusii (Troldflagermus)
- Pipistrellus pipistrellus (Pipistrelflagermus)
- Pipistrellus pygmaeus (Dværgflagermus)